# Schadstoffsenke

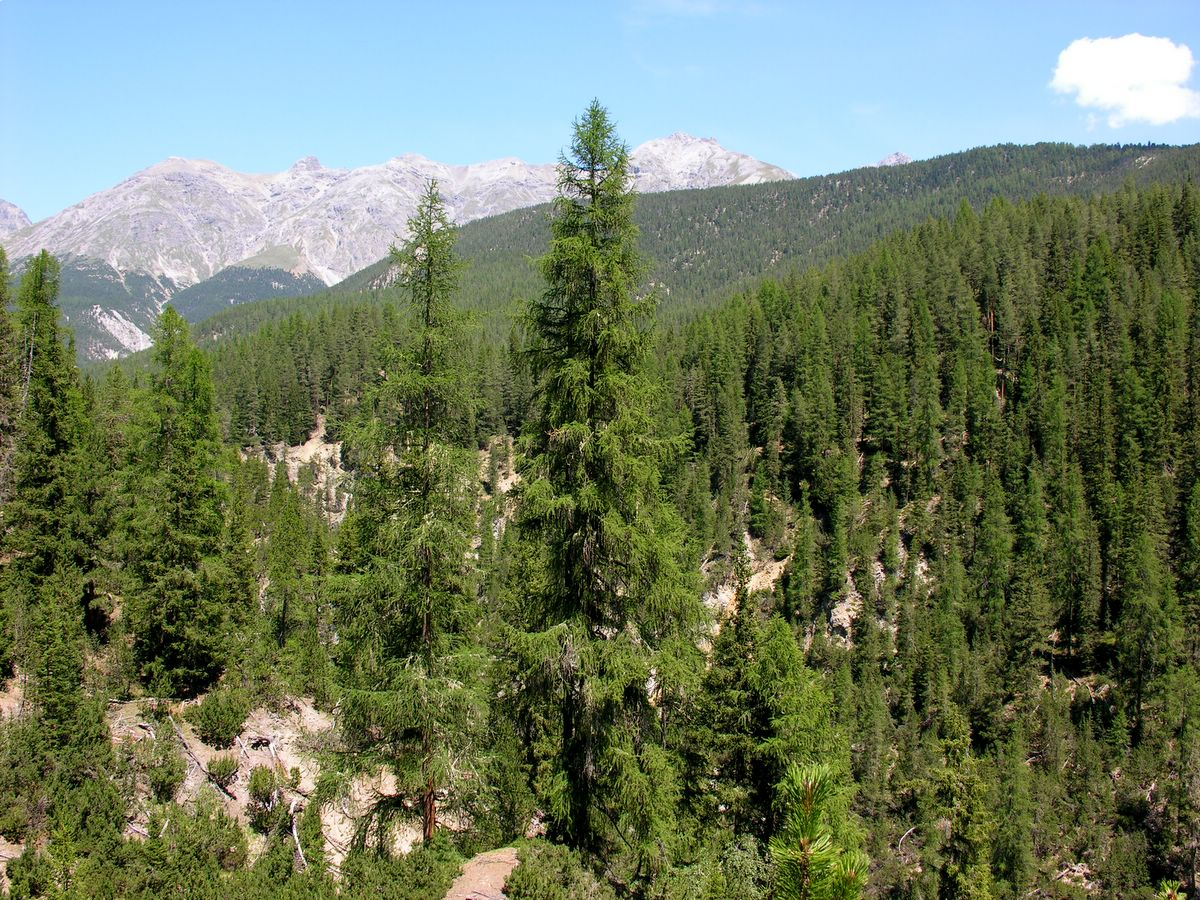
Wald in den Schweizer Alpen (Schweizer Nationalpark)

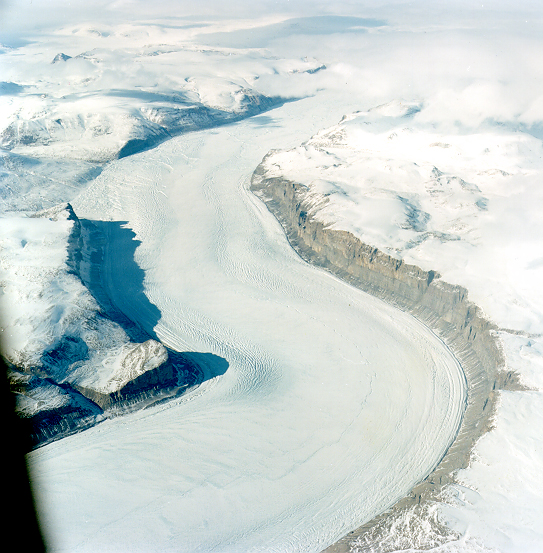
Polareisstrom

Als Schadstoffsenke bezeichnet man ein technisches oder natürliches System, das Schadstoffe der Umwelt entzieht. Dies kann durch Zerstörung oder durch Bindung geschehen.
Eine Schadstoffsenke ist damit das Gegenteil einer Schadstoffquelle.

## Natürliche Senken
Natürliche Senken sind z. B. Wälder, Ozeane und Polargebiete, welche – unter entsprechenden klimatischen Bedingungen – große Mengen des Treibhausgases Kohlendioxid (CO2) aufnehmen und so den Anteil dieses Schadstoffes in der Atmosphäre verringern (Kohlenstoffsenken). Das Kohlendioxid wird entweder gespeichert (Ozean) oder chemisch umgewandelt (Wälder).
Die Tiefsee ist eine Senke für persistente organische Schadstoffe und andere Stoffe.

## Künstliche Senken
Künstliche Schadstoffsenken sind beispielsweise Müllverbrennungsanlagen (MVA). Bei sachgerechter Entsorgung der Verbrennungsrückstände (Elektrofilterasche und Schlacke) dienen diese als wirksame Schadstoffsenken für unter anderem Quecksilber in Abfällen. Die Menge an Dioxinen und anderen organischen Stoffen wird durch die Verbrennung in modernen MVA vermindert.